# Reserva Radioecológica do Estado da Polésia
A Reserva Radioecológica do Estado da Polésia (em bielorrusso:  Палескі дзяржаўны радыяцыйна-экалагічны запаведнік, em russo:  Полесский государственный радиационно-экологический заповедник) (Sigla PSRER) é uma reserva natural radioecológica na região da Polésia da Bielorrússia, que foi criada para abrigar o território da Bielorrússia mais afetado pela precipitação radioativa da catástrofe de Chernobyl. Também conhecido como Zapovednik (russo para "reserva natural"), é contíguo com a Zona de Exclusão de Chernobyl na Ucrânia. A agência de contramedidas e monitorização ambiental, Bellesrad, supervisiona o cultivo de alimentos e a silvicultura na área.

## História
Dois anos após o desastre de Chernobyl, a parte bielorrussa da Zona de Exclusão de Chernobyl foi alargada a uma área mais altamente contaminada. De seguida, foi criada uma reserva natural fechada ao público, na Bielorrússia, com uma área total de 1 313 quilómetros quadrados. A reserva foi estabelecida em 18 de julho de 1988. Antes do desastre, mais de 22 000 pessoas viviam em 96 assentamentos. A população foi evacuada após o desastre. Em 1993, foi ampliada em 849 quilómetros quadrados, tornando-se na maior reserva natural da Bielorrússia e uma das maiores da Europa.